# 海河东路站 (天津市)
海河东路站是天津地铁11号线的地铁站，位于中华人民共和国天津市东丽区龙宇路与海河东路交叉口西北侧，于2023年12月28日开通。

## 车站结构
海河东路站位于龙宇路与海河东路交叉口西北侧，大致平行于龙宇路设置，呈南北走向，为地下三层岛式站台车站，车站长168米，标准段宽22.5米，车站地下一层为站厅层，地下二层为设备层，地下三层为站台层，站台设置全高站台门。
| 地面              | 出入口 | A、B、C出入口 |
| 地下一层          | 站厅   | 客服中心、自动售票机、验票机                                                                                            |
| 地下二层          | 设备   | 车站设备 |
| 地下三层          | 站台   | \| \| \| █ 11号线往水上公园西路（学苑北路） \| \| 島式 · 開左邊车门 \| \| \| \| \| \| █ 11号线往东丽六经路（环宇道） \| |
|                   |        | █ 11号线往水上公园西路（学苑北路）                                                                                      |
| 島式 · 開左邊车门 |        | |
|                   |        | █ 11号线往东丽六经路（环宇道）                                                                                          |

## 车站出口
海河东路站共设3个出入口，各出口及周围设施如下所示：
|                                      |      |          |                      |
| 出口编号                             | 照片 | 地点     | 可到达目的地         |
| 出口 · A · 扶手电梯标志              |      | 龙旺路   | 中交海河玺           |
| 出口 · B · 扶手电梯标志              |      | 海河东路 | 东丽海河公园，春意桥 |
| 出口 · C · 升降机标志 · 扶手电梯标志 |      | 龙宇道   | 中交天航东丽         |
| 註： 設有 \| 設有扶手電梯            |      |          |                      |

## 历史
本站工程名与正式站名均为海河东路站，以车站南侧的海河东路命名。
- 2022年3月15日，车站主体结构封顶[3]。
- 2023年12月28日，车站随11号线一期东段通车开通[1]。